# أراكسافان (أرارات)
مدينة أراكسافان (بالأرمينية:Արաքսավան) (بالإنجليزية: Araksavan)‏ هي إحدى المدن التابعة لمقاطعة أرارات في أرمينيا. يقدر عدد سكانها بـ 836 نسمة حسب الإحصاء الذي جرى عام 2011.